# عكريز
عِكْرِيز (الاسم العلمي: Aichryson)، جنس نباتات عشبية معمرة من فصيلة المخلدية. أنواعه 15 معظمها أصيلة في جزر الكناري، مع عدد قليل في جزر الأزور وماديرا والمغرب، واحدة في البرتغال.
يأتي اسم الجنس من الانكماش "aei" اليونانية (دائم) و"chrysos" (ذهب).